# جوان أوبراين
جوان أوبراين (بالإنجليزية: Joan O'Brien)‏ (14 فبراير 1936) ممثلة أمريكية اشتهرت خلال عقدي الخمسينيات والستينيات من القرن العشرين.

## روابط خارجية
- جوان أوبراين على موقع IMDb (الإنجليزية)
- جوان أوبراين على موقع ألو سيني (الفرنسية)
- جوان أوبراين على موقع أول موفي (الإنجليزية)
- جوان أوبراين على موقع قاعدة بيانات الأفلام السويدية (السويدية)
- جوان أوبراين على موقع إن إن دي بي (الإنجليزية)
- جوان أوبراين على موقع قاعدة بيانات الفيلم (الإنجليزية)
- جوان أوبراين على موقع كينوبويسك (الروسية)